# Wicewo

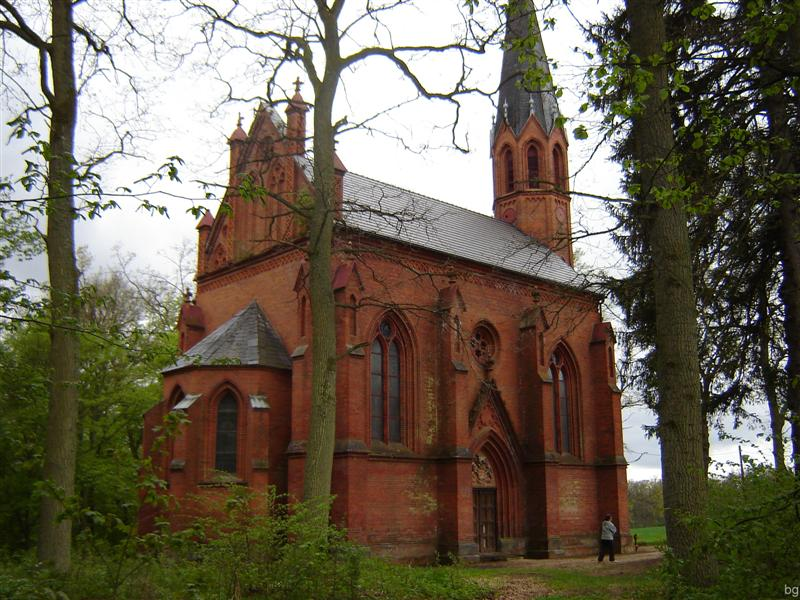
Kirche in Wicewo

Wicewo (deutsch Vietzow) ist ein Dorf in der polnischen Woiwodschaft Westpommern. Es gehört zur Gemeinde Tychowo (Groß Tychow) im Kreis Białogard (Belgard).

## Geographische Lage
Wicewo liegt 18 Kilometer südöstlich der Kreisstadt Białogard und zehn Kilometer südwestlich von Tychowo zwischen dem weitreichenden Forst von Dobrowo (Klein Dubberow) und dem idyllischen Tal der Parsęta (Persante). Trzebiec (Neuhof) und Sławomierz (Karlshof) sind die ehemaligen Vorwerke.
Wicewo ist über die Woiwodschaftsstraße 163 Kołobrzeg (Kolberg)–Białogard–Połczyn-Zdrój (Bad Polzin)–Czaplinek (Tempelburg)–Wałcz (Deutsch Krone) über den Abzweig Osówko (Wutzow) erreichbar. Außerdem besteht über Sadkowo Anschluss an die Woiwodschaftsstraße Nr. 167 Koszalin (Köslin) – Ogartowo (Jagertow).
Eisenbahnanschluss besteht über die Bahnhöfe Podborsko (Kiefheide) und Tychowo an der Bahnstrecke Szczecinek–Kołobrzeg.

## Ortskunde
Das pommersche Vietzow war – ebenso wie das benachbarte Wutzow – wendischen Ursprungs. Bereits 1250 war der Ort im Besitz eines namentlich nicht weiter bekannten Geschlechts. Es soll ein „Ritterbürtiger“ gewesen sein, der im Kriegsfall die Burg Belgard mit zu verteidigen hatte. Außerdem war Vietzow gegenüber dem Belgarder Schloss abgabepflichtig.
Im Jahre 1445 wird Lüdeke Clest als Besitzer von Vietzow genannt. Bis auf die Zeit zwischen 1860 und 1922, als Vietzow Eigentum der Familie von Rhoeden war, gehörte der Ort bis 1945 derer von Kleist. Letzte Besitzerin war Helene von Kleist, geb. von Rhoeden. 
Das Gut bewirtschaftete überwiegend leichte bis mittelschwere Böden. Große Anbauflächen wurden mit Weizen und Klee versehen. Der größte Teil der Kartoffelernte wurde in der gutseigenen Brennerei verarbeitet. Außerdem gehörten ein Sägewerk, eine Ziegelei und die Schäferei in Karlshof (Sławomierz) zum Gutsbetrieb.
Im Jahre 1856 wurden in Vietzow mit den beiden Vorwerken Karlshof (Sławomierz) und Neuhof (Trzebiec) 312 Einwohner gezählt. Die Zahl stieg 1939 auf 387 Bürger in 91 Haushaltungen. Letzter Gemeindebürgermeister war bis 1945 Bruno Buhrke.
Vietzow gehörte mit den Gemeinden Bolkow und Wutzow zum Standesamtsbezirk Wutzow. Das zuständige Amtsgericht stand in Belgard, und die polizeiliche Gewalt übte der Landjägermeister in Wutzow aus.
Anfang März 1945 besetzten sowjetische Truppen den Ort. Ein kurzfristig zusammengestellter Treck wurde bereits in Klaptow kurz hinter Körlin (Karlino) von russischen Einheiten eingeholt und aufgerieben. Infolge des Krieges kam Vietzow in polnische Hand. Die deutsche Bevölkerung musste das Dorf verlassen, auch wenn zwischen ihr und dem polnischen Bürgermeister Reinecke ein – für die damaligen Verhältnisse eine Ausnahme – gutes Einvernehmen herrschte. Vietzow ist heute als Wicewo ein Ortsteil der Gmina Tychowo im Powiat Białogardzki.

## Amtsbezirk Vietzow
Bis 1945 bildete Vietzow mit der Gemeinde Wutzow einen eigenen Amtsbezirk Vietzow im Landkreis Belgard (Persante). Letzter deutscher Amtsvorsteher war Erich Siefert.

## Kirche

### Kirchspiel
Vietzow gehörte bis 1945 mit Ballenberg (Biała Góra), Bergen (Góry), Bolkow (Bolkowo), Lankow (Łąkówko) und Wutzow (Osówko) zum Kirchspiel Woldisch Tychow (Tychówko). Es lag im Kirchenkreis Belgard in der Kirchenprovinz Pommern der evangelischen Kirche der Altpreußischen Union.
Zuletzt hatte Rittergutsbesitzer Baron von Rhoeden das Kirchenpatronat inne. Letzter deutscher Geistlicher war der am 12. Mai 1943 in Belgard verstorbene Pfarrer Alfred Bidder.
Heute gehört Wicewo zum Kirchspiel Koszalin (Köslin) in der Diözese Pommern-Großpolen der Evangelisch-Augsburgischen Kirche in Polen.

### Kapelle
Bei der Vietzower Kapelle handelte es sich um ein gutseigenes Gotteshaus. Es war über der Familiengruft errichtet und stand für die Gottesdienste der Dorfgemeinde zur Verfügung.
Die Kapelle stammte ursprünglich aus dem Jahr 1573, wurde jedoch 1869 in neugotischem Stil aus Ziegelwerk neu aufgebaut. Der polygonale Turm wurde von einem schlanken hohen Spitzdach gekrönt. Über der Tür ist noch heute das Wappen derer von Rhoeden sichtbar.

## Schule
In Vietzow gab es ein Schulhaus mit Lehrerdienstwohnung, das vom Gut bereitgestellt worden war.

## Persönlichkeiten: Söhne und Töchter des Ortes
- Ewald Joachim von Kleist (1657–1716), pommerscher Landrat und Diplomat in kurbrandenburgischen Diensten
- Ewald Jürgen von Kleist (1700–1748), Hofgerichtspräsident und Physiker, Erfinder der Kleistschen Flasche